# Mario Ferrero Mate de Luna
Mario Ferrero Mate de Luna (6 de junio de 1920 - 1994) fue un escritor y crítico literario chileno. También cultivó el ensayo, la poesía, el periodismo, y la historia de la literatura. Según el escritor Raúl Silva Castro (1905-1970), utilizó en algunas de sus obras el seudónimo de Lorenzo Campana.

## Semblanza
Mario Ferrero nació en Santiago de Chile en 1920, hijo de Juan Ferrero y de Mercedes Mate de Luna. Fue profesor de literatura invitado en la Universidad de Chile y en la Universidad de Concepción, desempeñando en paralelo actividades de asesor de programas culturales radiofónicos. Miembro de la Sociedad de Escritores de Chile, fue Director de Cultura y Publicaciones del Ministerio de Educación.
Trabajó como crítico literario en los diarios La Nación de Santiago y El Sur de Concepción, y escribió en las revistas Atenea y Pluma y Pincel. 
Junto a otros poetas, Mario Ferrero integró una curiosa cofradía llamada Zócalo de las Brujas.

## Obra literaria
Su obra más destacada fue Premios Nacionales De Literatura , donde realizó un análisis de la vida y obra de los destacados escritores chilenos ganadores del Premio Nacional de Literatura, desde Augusto d'Halmar hasta Francisco Antonio Encina.
Libros publicados
- Capitanía de la sangre, (1948)
- La noche agónica (1951)
- Las lenguas del pan (1955)
- La cuarta dimensión (1958)
- La prosa chilena del medio siglo (1960)
- Tatuaje marino (1961)
- Premios nacionales de Literatura (1962)
- Sonetos temporales (1963)
- Premios Nacionales de Literatura (1965)
- Clima tórrido(1967)
- Pablo de Rokha, guerrillero de la poesía (1967)
- Panorama literario (1967)
- Antología poética del vino (1969)
- Escritores a trasluz (1971)
- Jesucristo en el closet (1971)
- Sinopsis literaria (1972)
- De ola en ola (1973)
- Ministerio del Mar (1973)
- Picasso a cuatro manos (1977)
- Francoise, estudios de desnudo (1982)
- Veraneo (1982)
- Nicomedes Guzmán y la generación del 38 (1983)
- Neruda, voz y universo (1988)
- César Vallejo, el hombre total (1992)
- Pedro Aguirre cerda ejemplo de chilenidad (1992)
- Memorias de medio siglo (1994)
- Poesía y pintura (1994)

## Reconocimientos
- Premio Gabriela Mistral (1961), Premio Pedro de Oña de la Municipalidad de Ñuñoa y Premio Nacional del Pueblo de la Municipalidad de San Miguel, los tres por el libro "Premios Nacionales de Literatura".